# عمران خان

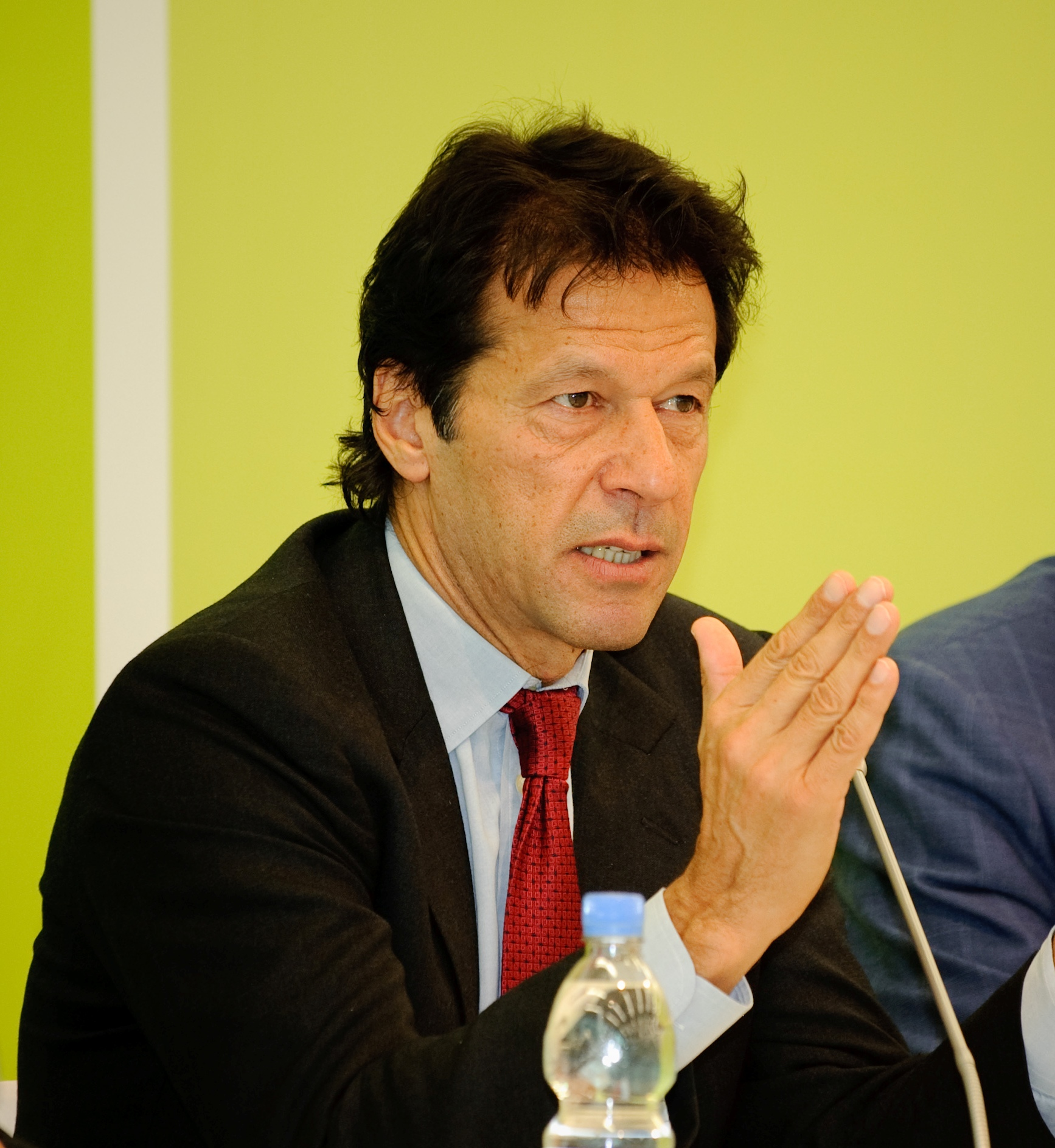
عمران خان

عِمران خان (متولد ۵ اکتبر ۱۹۵۲ در خانواده‌ای پشتون از قبیله غلجائی شاخهٔ نیازی با نام عِمران احمد خان نیازی)، نخست‌وزیر پیشین پاکستان است که در ۱۸ اوت ۲۰۱۸ سوگند یاد کرد و در ۱۰ آوریل ۲۰۲۲ با رأی اکثریت مجلس نمایندگان پاکستان از سمت خود عزل شد. وی سیاستمدار و بازیکن سابق کریکت است که به مدت دو دهه در پایان سده بیستم میلادی در سطح جهانی به بازی کریکت مشغول بود و پس از بازنشستگی به سیاست روی آورد. در کنار فعالیت‌های سیاسی، عمران خان یک فعال حقوق بشر، مفسر کریکت، رئیس دانشگاه برادفورد و بنیان‌گذار و رئیس هیئت امنای بیمارستان و مرکز تحقیقاتی شوکت است. حزب تحریک انصاف پاکستان به رهبری عمران خان، در انتخابات سراسری سال ۲۰۱۸ پاکستان با کسب ۱۱۰ کرسی از ۲۶۹ کرسی، اکثریت نسبی کرسی‌های مجلس پاکستان را به دست آورد. عمران خان در تاریخ ۱۰ آوریل ۲۰۲۲ توسط رئیس‌جمهور و مجلس پاکستان از سمت خود برکنار شد.

## نخست‌وزیری پاکستان
عمران خان در روز شنبه ۱۸ اوت ۲۰۱۸ به‌عنوان بیست و دومین نخست‌وزیر پاکستان از زمان استقلال سوگند یاد کرد. در مراسم سوگند که در کاخ ریاست‌جمهوری برگزار شد، بسیاری از نظامیان، شخصیت‌های تراز سیاسی، هنرمندان، ورزشکاران و بازیکنان سابق تیم ملی کریکت پاکستان که در سال ۱۹۹۲ با کاپیتانی عمران خان قهرمان جهان شده بود، شرکت داشتند. وی وعده داد که با فقر و فساد در کشور مبارزه کند.

### واکنش‌ها
- ترزا می، نخست‌وزیر بریتانیا در پیامی برای دیدار با عمران خان ابراز بی صبری کرد و بر حکومت قانون و احترام به حقوق شهروندان تأکید کرد[۱۵]

## ایدئولوژی
عمران خان که الگوی خود را اقبال لاهوری، شاعر و فیلسوف پاکستانی و علی شریعتی، نویسنده و جامعه‌شناس ایرانی که در جوانی با آن‌ها آشنا شده‌بود، قرار داده عموماً پوپولیست توصیف شده‌است.

## برکناری
ساعاتی پس از انحلال مجمع ملی پاکستان، وزیر کابینه پاکستان در بیانیه‌ای اعلام کرد که عمران خان رسماً از سمت نخست‌وزیری این کشور برکنار شده است. با این حال، عمران خان تا زمان انتصاب نخست‌وزیر موقت در این سمت باقی خواهد ماند.
در بیانیه دولت پاکستان آمده است: «در نتیجه انحلال مجلس پاکستان از سوی رئیس‌جمهور بر اساس بند ۱ ماده ۵۸ قانون اساسی جمهوری اسلامی پاکستان در وزارت امور پارلمانی مورخ ۳ آوریل ۲۰۲۲، آقای عمران احمد خان نیازی، به‌عنوان نخست‌وزیر پاکستان به کار خود پایان داد».
پیش از این، خان به عارف علوی، رئیس‌جمهور پاکستان توصیه کرده بود که پس از رد رأی عدم اعتماد از سوی قاسم سوری، معاون رئیس‌جمهور، مجلس سفلی پارلمان را منحل کند. وی همچنین خواستار برگزاری انتخابات زودهنگام شد.
پس از آن، رهبران جبهه مخالف به دیوان عالی مراجعه کردند تا راهنمایی بگیرند. دیوان عالی ضمن قبول دادخواست آنان، اخطاریه‌هایی به رئیس‌جمهور و عمران خان صادر کرد و تمامی اقدامات و دستورها آنان را مشمول حکم دادگاه دانست.

## سوءقصد نافرجام
در ۳ نوامبر ۲۰۲۲، هنگام سخنرانی برای هواداران و رهبری راهپیمایی به سمت پایتخت یعنی اسلام‌آباد برای خواستار برگزاری انتخابات زودهنگام پس از برکناری در تجمعی در وزیرآباد، پنجاب توسط یک مرد مسلح مورد اصابت گلوله قرار گرفت. در تصویرهایی که از کانال‌های خبری محلی پخش شد، صدای تیراندازی خودکار شنیده شد که خان را در حالی که یک بانداژ روی پایش دیده می‌شد، برده می‌شد تا سوار ماشین شود، نشان می‌داد.بنا بر گفتهٔ اعضای حزب تحریک انصاف پاکستان، شرایط خان به عنوان بحرانی توصیف نشد. در جریان تیراندازی، یکی از حامیان حزب تحریک انصاف کشته شد و هشت نفر دیگر نیز زخمی شدند. عامل این جنایت در محل دستگیر شد و مدعی شد که می‌خواهد خان را به دلیل «نفرت پراکنی و گمراه کردن مردم» هدف قرار دهد.